# كيلى كوفيلد بارك
كيلى كوفيلد بارك (بالإنجليزية: Kelly Coffield Park)‏ هي ممثلة أمريكية، ولدت في 19 يناير 1962 بديس بلينس في الولايات المتحدة.

## أعمال

### أفلام
- (2000) سكيري موفي[3]

## وصلات خارجية
- كيلى كوفيلد بارك على موقع IMDb (الإنجليزية)
- كيلى كوفيلد بارك على موقع ألو سيني (الفرنسية)
- كيلى كوفيلد بارك على موقع ميوزك برينز (الإنجليزية)
- كيلى كوفيلد بارك على موقع أول موفي (الإنجليزية)
- كيلى كوفيلد بارك على موقع قاعدة بيانات الفيلم (الإنجليزية)